# Omar Ramos
Julián Omar Ramos Suárez, (San Cristóbal de La Laguna, Tenerife, 26 de enero de 1988), más conocido futbolísticamente como Omar Ramos o simplemente Omar, es un futbolista español que juega de centrocampista en el CD Laguna(Tenerife)

## Trayectoria
Se desempeña en la posición de extremo izquierdo (en ocasiones derecho), donde ha destacado desde la firma de su contrato profesional en 2009. Sus resultados le llevaron incluso a ser convocado con la selección sub-21 en noviembre de 2009 para la disputa de dos partidos de clasificación para el Europeo sub-21. 
El día de su debut en Primera División fue el 30 de agosto de 2009, y entró en sustitución de Román Martínez, en el minuto 63' en la jornada 1 de Primera División con el resultado de Zaragoza 1-0 Tenerife. Su primera aparición en el once inicial fue en el Villarreal C. F. 5-0 Tenerife el 1 de noviembre, aunque tuvo que esperar al 21 de noviembre para, en la jornada 11, jugar los 90 minutos; al final Tenerife 1-2 Sevilla F. C.
El 31 de agosto de 2011 fichó por la Unión Deportiva Almería en calidad de cedido.
En enero de 2012 se produjo un acuerdo a tres bandas entre el C. D. Tenerife, la U. D. Almería y la S. D. Huesca para que, hasta esas fechas cedido por la entidad canaria al club rojiblanco, defendiera la camiseta oscense hasta el final de la temporada 2011-12.
En julio de 2012 se comprometió con el Real Valladolid C. F. hasta el 30 de junio de 2013 en calidad de cedido por el Huesca, equipo en el que jugó la segunda vuelta de la anterior Liga y que adquirió sus derechos federativos tras rescindir el contrato que tenía con el Tenerife, aunque el Valladolid se reservaba una opción de compra del jugador. En su primera temporada como jugador blanquivioleta fue un fijo en el once inicial, 34 partidos y un gol, por lo que el equipo pucelano decidió ejercer la opción de compra por el jugador.
Tras tres temporadas en el club blanquivioleta, el verano de 2015 fichó por el Club Deportivo Leganés, donde disputó tres temporadas entre Segunda y Primera División.
El 4 de diciembre de 2018 fichó por el Real Oviedo, firmando por 2 temporadas, rescindiendo su contrato el 29 de enero de 2020 para marchar a la Sociedad Deportiva Ponferradina.
En octubre quedó libre y en febrero de 2021 encontró acomodo en el C. D. Alcoyano tras estar sin equipo desde entonces.
El 26 de febrero de 2022 firmó por el Rajasthan United F. C. de la India. Después de la experiencia en este equipo siguió jugando en el mismo país y en enero de 2023 se unió al Gokulam Kerala F. C.

## Clubes
| Club                   | País   | Año       | PJ | Goles |
| ---------------------- | ------ | --------- | -- | ----- |
| C. D. Tenerife         | España | 2006-2007 | 4  | 0     |
| U. E. Lleida           | España | 2007      | 7  | 0     |
| C. D. Tenerife         | España | 2007-2011 | 72 | 0     |
| U. D. Almería          | España | 2011-2012 | 8  | 0     |
| S. D. Huesca           | España | 2012      | 20 | 5     |
| Real Valladolid C. F.  | España | 2012-2015 | 42 | 1     |
| C. D. Leganés          | España | 2015-2018 | 35 | 5     |
| Real Oviedo            | España | 2018-2020 | 21 | 0     |
| S. D. Ponferradina     | España | 2020      | 9  | 0     |
| C. D. Alcoyano         | España | 2021      | 7  | 0     |
| Rajasthan United F. C. | India  | 2022      | 13 | 1     |
| Gokulam Kerala F. C.   | India  | 2023-     |    |       |